# Kenny Drew jr.
Kenny Drew jr. (New York, 14 juni 1958 - 3 augustus 2014) was een Amerikaanse klassieke- en jazzpianist.

## Carrière
Kenny Drew jr. was de zoon van de jazzpianist Kenny Drew sr., maar zag hem niet als een van zijn invloeden, omdat hij opgroeide bij zijn tante en grootouders, waar hij als kind klassiek piano-onderricht kreeg. Als tiener speelde hij in clubs, hoofdzakelijk rhythm & blues. Daarna wisselde hij geheel naar de jazz. Zijn opnamedebuut in 1987 had hij bij het Japanse Jazz City Records met de bassist Charnett Moffett. Verdere opnamen voor Antilles Records, Concord Records en Claves Records volgden spoedig tot 1994. Hij trad op met muzikanten als Stanley Jordan, was lid van de band Out of the Blue, verder met Stanley Turrentine, Slide Hampton and the Jazz Masters, de Mingus Big Band (Gunslinging Birds, 1994), Steve Grossman, Yoshiaki Masuo, Eddie Gomez, Sadao Watanabe, Smokey Robinson, Frank Morgan en Daniel Schnyder. Hij won in 1990 de Great American Jazz Piano Competition in Jacksonville. Hij leidde enkele jazzfestivals, waaronder het Kyoto Jazz Festival, het Clearwater Jazz Festival en het Newark Jazz Festival.
Daarnaast concentreerde hij zich later weer intensief op de klassieke muziek. Tijdens het Barossa Music Festival in Australië in 1996 en 1997 trad hij op met zowel jazz- als klassieke muziek. Hij vervoegde zich bij het Daniel Schnyders klassieke- en kamerjazz-trio (met Dave Taylor), waarmee hij meerdere composities van Schnyder opnam. In 2000 voerde hij met het Milwaukee Symphony Orchestra onder Andreas Delfs een pianoconcert van Mozart uit en speelde hij tijdens de internationale Bachcompetitie in Leipzig met Daniel Schnyder en David Taylor werken van Bach. In 2001 trad hij op met het Norrlands Opera Orchestra onder leiding van Krystjan Järvi met Schnyders pianoconcert.
Verder werkte hij met jazzmuzikanten als Steve Turré, Jack Walrath, David Sánchez, Jack Wilkins, Michael Mossman, Ronnie Cuber, Steve Slagle, Marlena Shaw, Jon Faddis, Slide Hampton, Jimmy Heath en Charles Mingus en speelde hij meer dan twintig albums in als orkestleider en solist.

## Privéleven en overlijden
Drew leed in de laatste jaren aan diabetes, waardoor een teen moest worden geamputeerd. Hij overleed op 3 augustus 2014 op 56-jarige leeftijd.

## Discografie
- 1991: Kenny Drew Jr. (Antilles) met Ralph Moore, Wallace Roney, Christian McBride, Winard Harper, George Mraz en Al Foster
- 1998: Secrets (TCB) met Lynn Seaton en Marvin Smitty Smith
- 1999: Live at the Montreux Jazz Festival '99 (TCB) solo
- 1999: Winter Flower (Milestone) met Lynn Seaton en Tony Jefferson
- 2001: Rememberence (TCB) met Santi Debriano, Tony Jefferson, Stefon Harris en Wallace Roney
- 2002: Another Point of View (Tokuma) met Eddie Gomez en Bill Stewart

- Bibliothèque nationale de France: cb13974408d (data)
- Gemeinsame Normdatei: 134713559
- International Standard Name Identifier: 0000 0000 6157 8990
- Library of Congress Control Number: n92031731
- MusicBrainz: 8af28b9d-ae83-465d-b357-77b8c1b8fa2f
- Virtual International Authority File: 14966197
- WorldCat: E39PBJjMC3V3ypqwd7643QKmVC